# Скаліте
Скаліте́ (словац. Skalité) — село в окрузі Чадця Жилінського краю Словаччини. Площа села 33,16 км². Станом на 31 грудня 2015 року в селі проживало 5250 людей.

## Географія
Протікає потік Чадечка.

## Історія
Перші згадки про село датуються 1662 роком.

## Населення
| Рік:            | 1994. | 2004.   | 2014.   | 2024.   |
| --------------- | ----- | ------- | ------- | ------- |
| Кількість осіб: | 4947  | 5065    | 5247    | 5274    |
| Різниця:        |       | +2,38 % | +3,59 % | +0,51 % |

| Рік:            | 2023. | 2024.   |
| --------------- | ----- | ------- |
| Кількість осіб: | 5261  | 5274    |
| Різниця:        |       | +0,24 % |